# Juventus Football Club 1978-1979
Questa voce raccoglie le informazioni riguardanti la Juventus Football Club nelle competizioni ufficiali della stagione 1978-1979.

## Stagione

Il tandem d'attacco Bettega-Virdis in azione contro la retroguardia dei nell'andata dei sedicesimi di Coppa dei Campioni.

Per il campionato del mondo 1978 in Argentina il commissario tecnico degli azzurri, Bearzot, aveva deciso di basare la sua nazionale sul cosiddetto blocco juventino, sottoponendo così gran parte della squadra titolare bianconera – il capitano azzurro Zoff, Scirea, Gentile, l'esordiente Cabrini, Cuccureddu, Benetti, Tardelli, Causio e Bettega – a un surplus di fatiche che finì per riverberarsi negativamente sulla susseguente stagione del loro club di appartenenza. Con il meglio della propria rosa di fatto spremuta dal mundial estivo, infatti, la Juventus non riuscì mai a impegnarsi concretamente nella difesa dello scudetto, lasciando che la lotta per il titolo finisse appannaggio del Milan di Liedholm e dell'outsider Perugia di Castagner.
I piemontesi, che in quest'annata circoscrissero l'unico nuovo innesto al promettente stopper Brio – riaccolto in pianta stabile dopo un positivo triennio in prestito alla Pistoiese, e deputato a raccogliere l'eredità di un Morini al passo d'addio –, chiusero il campionato al terzo posto, dietro ai milanisti scudettati e ai perugini imbattuti; riuscirono comunque a togliersi la soddisfazione di tornare a vincere la stracittadina torinese, il 25 marzo 1979, dopo un'astinenza di oltre cinque anni. Neanche in Coppa dei Campioni gli uomini di Trapattoni seppero mostrarsi competitivi, uscendo immediatamente dalla competizione al primo turno contro i campioni di Scozia dei Rangers, non riuscendo a difendere nel retour match di Glasgow il successo di misura conquistato in precedenza a Torino.

Il gol di Franco Causio che, al 117' dei supplementari, valse la sesta Coppa Italia della storia juventina, nella finale di Napoli contro il.

La Juventus riuscì tuttavia a salvare l'annata grazie alla vittoria della Coppa Italia, un trionfo che in casa bianconera mancava da quattordici anni. Dopo aver primeggiato in un girone eliminatorio estivo che li aveva visti contrapposti a Fiorentina, Monza, Nocerina e Taranto, a primavera inoltrata i torinesi estromisero i detentori dell'Inter ai quarti e il Catanzaro in semifinale, trovando ad attenderli all'atto conclusivo la rivelazione dell'edizione, i cadetti del Palermo.
Il 20 giugno, allo stadio San Paolo di Napoli, la formazione siciliana passò in vantaggio già al primo minuto grazie a Chimenti, mettendo in pratica da lì in avanti uno strenuo catenaccio che la Juventus riuscì a scardinare solo a sette minuti dallo scadere dei tempi regolamentari, grazie al giovane Brio il quale, nell'occasione, venne mandato in campo nella ripresa dal Trap nell'insolita veste di centravanti; nei supplementari emerse poi il maggior tasso tecnico dei bianconeri, pur se soltanto a tre minuti dai tiri di rigore Causio trovò la mezza rovesciata che batté per la seconda volta il portiere rosanero Frison, consegnando alla Vecchia Signora la sesta coppa nazionale della sua storia e annessa qualificazione in Coppa delle Coppe.

## Divise

Maurizio Vitale della Robe di Kappa e il presidente juventino Giampiero Boniperti ufficializzano nel dicembre 1978 la nuova maglia bianconera, la prima a mostrare sul petto il logo di uno sponsor tecnico.

Novità della stagione a seguito della relativa liberalizzazione, sul finire del 1978 debuttò il primo fornitore tecnico nella storia della Juventus, Kappa. Le nuove maglie brandizzate che, eccetto i loghi del maglificio torinese, non presentavano cambiamenti di sorta rispetto alle stagioni precedenti, debuttarono il 17 dicembre, in occasione della trasferta di campionato sul campo della Roma.
| Casa | Trasferta | 1ª portiere | 2ª portiere |

## Organigramma societario
Area direttiva
- Presidente: Giampiero Boniperti
- Segretario e direttore sportivo: Pietro Giuliano

Area tecnica
- Allenatore: Giovanni Trapattoni
- Allenatore in seconda: Romolo Bizzotto

Area sanitaria
- Medico sociale: Francesco La Neve
- Massaggiatori: Bruno Corino e Luciano De Maria

## Rosa
| N. |                   | Ruolo | Calciatore              |
| -- | ----------------- | ----- | ----------------------- |
|    | Italia (bandiera) | P     | Giancarlo Alessandrelli |
|    | Italia (bandiera) | P     | Dino Zoff               |
|    | Italia (bandiera) | D     | Sergio Brio             |
|    | Italia (bandiera) | D     | Antonio Cabrini         |
|    | Italia (bandiera) | D     | Claudio Gentile         |
|    | Italia (bandiera) | D     | Francesco Morini        |
|    | Italia (bandiera) | D     | Gaetano Scirea          |
|    | Italia (bandiera) | C     | Romeo Benetti           |
|    | Italia (bandiera) | C     | Franco Causio           |

| N. |                   | Ruolo | Calciatore                 |
| -- | ----------------- | ----- | -------------------------- |
|    | Italia (bandiera) | C     | Antonello Cuccureddu       |
|    | Italia (bandiera) | C     | Pietro Fanna               |
|    | Italia (bandiera) | C     | Giuseppe Furino (capitano) |
|    | Italia (bandiera) | C     | Marco Tardelli             |
|    | Italia (bandiera) | C     | Vinicio Verza              |
|    | Italia (bandiera) | A     | Roberto Bettega            |
|    | Italia (bandiera) | A     | Roberto Boninsegna         |
|    | Italia (bandiera) | A     | Pietro Paolo Virdis        |

## Risultati

### Serie A

#### Girone di andata
| Arbitro: | Agnolin (Bassano del Grappa) |

|                                      |           |                 |
| Giordano 24’ (rig.) Garlaschelli 49’ | Marcatori | 2’, 51’ Bettega |

| Arbitro: | Mascia (Milano) |

|                                                         |           |                        |
| Virdis 14’, 59’ Bettega 32’, 47’ Causio 49’ Benetti 54’ | Marcatori | 7’, 90’ (rig.) Calloni |

| Catanzaro 15 ottobre 1978, ore 15:00 CET 3ª giornata | Catanzaro       | 0 – 0 referto | Juventus | Stadio Comunale\| Arbitro: \| Menegali (Roma) \| |
| Arbitro:                                             | Menegali (Roma) |               |          |                                                  |

| Arbitro: | Barbaresco (Cormons) |

|                |           |                            |
| Cuccureddu 65’ | Marcatori | 16’ Speggiorin 77’ Vannini |

| Bologna 29 ottobre 1978, ore 14:30 CET 5ª giornata | Bologna       | 0 – 0 referto | Juventus | Stadio Comunale\| Arbitro: \| Longhi (Roma) \| |
| Arbitro:                                           | Longhi (Roma) |               |          |                                                |

| Arbitro: | D'Elia (Salerno) |

|            |           |  |
| Bettega 2’ | Marcatori |  |

| Napoli 12 novembre 1978, ore 14:30 CET 7ª giornata | Napoli          | 0 – 0 referto | Juventus | Stadio San Paolo\| Arbitro: \| Menegali (Roma) \| |
| Arbitro:                                           | Menegali (Roma) |               |          |                                                   |

| Arbitro: | Agnolin (Bassano del Grappa) |

|            |           |              |
| Scirea 81’ | Marcatori | 37’ Graziani |

| Arbitro: | Milan (Treviso) |

|                |           |  |
| Boninsegna 28’ | Marcatori |  |

| Arbitro: | Michelotti (Parma) |

|  |           |              |
|  | Marcatori | 18’ Tardelli |

| Arbitro: | Pieri (Genova) |

|                |           |           |
| Boninsegna 37’ | Marcatori | 7’ Baresi |

| Arbitro: | Bergamo (Livorno) |

|                   |           |  |
| Di Bartolomei 36’ | Marcatori |  |

| Arbitro: | Lattanzi (Roma) |

|  |           |            |
|  | Marcatori | 59’ Scirea |

| Arbitro: | Reggiani (Bologna) |

|              |           |                        |
| Tardelli 53’ | Marcatori | 30’ Marangon 81’ Rossi |

| Avellino 21 gennaio 1979, ore 14:30 CET 15ª giornata | Avellino        | 0 – 0 referto | Juventus | Stadio Partenio\| Arbitro: \| Milan (Treviso) \| |
| Arbitro:                                             | Milan (Treviso) |               |          |                                                  |

#### Girone di ritorno
| Arbitro: | Casarin (Milano) |

|                                      |           |              |
| Martini 44’ (aut.) Pighin 87’ (aut.) | Marcatori | 59’ Giordano |

| Arbitro: | Redini (Pisa) |

|  |           |                                  |
|  | Marcatori | 63’ Virdis 73’ Bettega 77’ Verza |

| Arbitro: | Agnolin (Bassano del Grappa) |

|                                     |           |            |
| Bettega 8’ Tardelli 52’ Cabrini 61’ | Marcatori | 79’ Zanini |

| Perugia 18 febbraio 1979, ore 15:00 CET 19ª giornata | Perugia         | 0 – 0 referto | Juventus | Stadio Renato Curi\| Arbitro: \| Menegali (Roma) \| |
| Arbitro:                                             | Menegali (Roma) |               |          |                                                     |

| Arbitro: | Barbaresco (Cormons) |

|             |           |                |
| Verza 45+2’ | Marcatori | 65’ Castronaro |

| Milano 11 marzo 1979, ore 15:00 CET 21ª giornata | Milan              | 0 – 0 referto | Juventus | Stadio San Siro\| Arbitro: \| Michelotti (Parma) \| |
| Arbitro:                                         | Michelotti (Parma) |               |          |                                                     |

| Arbitro: | Mattei (Macerata) |

|              |           |  |
| Tardelli 49’ | Marcatori |  |

| Arbitro: | Casarin (Milano) |

|  |           |             |
|  | Marcatori | 88’ Cabrini |

| Arbitro: | Pieri (Genova) |

|                    |           |  |
| Bettega 22’ (aut.) | Marcatori |  |

| Arbitro: | Menicucci (Firenze) |

|                     |           |  |
| Virdis 2’, 30’, 60’ | Marcatori |  |

| Arbitro: | Barbaresco (Cormons) |

|                           |           |                |
| Baresi 55’ Beccalossi 58’ | Marcatori | 15’ Cuccureddu |

| Arbitro: | Mattei (Macerata) |

|                                       |           |            |
| Bettega 6’ Fanna 69’, 79’ Benetti 89’ | Marcatori | 59’ Pruzzo |

| Arbitro: | Terpin (Trieste) |

|           |           |              |
| Verza 23’ | Marcatori | 62’ Pagliari |

| Arbitro: | Pieri (Genova) |

|            |           |            |
| Zanone 66’ | Marcatori | 4’ Benetti |

| Arbitro: | Bergamo (Livorno) |

|                            |           |                             |
| Bettega 54’ Verza 55’, 65’ | Marcatori | 71’, 77’ De Ponti 86’ Massa |

### Coppa Italia

#### Fase a gironi
| Arbitro: | Lapi (Firenze) |

|                          |           |  |
| Cuccureddu 7’ Virdis 17’ | Marcatori |  |

| Firenze 3 settembre 1978, ore 20:45 CEST 3ª giornata | Fiorentina    | 0 – 0 referto | Juventus | Stadio Comunale\| Arbitro: \| Ciulli (Roma) \| |
| Arbitro:                                             | Ciulli (Roma) |               |          |                                                |

| Arbitro: | Barbaresco (Cormons) |

|  |           |            |
|  | Marcatori | 70’ Virdis |

| Arbitro: | Benedetti (Roma) |

|                                      |           |             |
| Bettega 12’ Tardelli 54’ Benetti 85’ | Marcatori | 10’ Garlini |

#### Fase finale
| Arbitro: | D'Elia (Salerno) |

|                                  |           |                      |
| Tardelli 29’ Brio 51’ Causio 89’ | Marcatori | 69’ (rig.) Altobelli |

| Arbitro: | Benedetti (Roma) |

|                |           |  |
| Beccalossi 70’ | Marcatori |  |

| Arbitro: | Agnolin (Bassano del Grappa) |

|                    |           |             |
| Gentile 62’ (aut.) | Marcatori | 16’ Bettega |

| Arbitro: | Menicucci (Firenze) |

|                                                       |           |                         |
| Cabrini 55’ (rig.) Tardelli 69’ Causio 80’ Virdis 87’ | Marcatori | 71’ Sabadini 84’ Groppi |

| Arbitro: | Barbaresco (Cormons) |

|                      |           |             |
| Brio 84’ Causio 117’ | Marcatori | 2’ Chimenti |

### Coppa dei Campioni
| Arbitro: | Rainea |

|           |           |  |
| Virdis 9’ | Marcatori |  |

| Arbitro: | Eschweiler |

|                        |           |  |
| McDonald 19’ Smith 72’ | Marcatori |  |

## Statistiche

### Statistiche di squadra
| Competizione       | Punti | In casa | In casa | In casa | In casa | In casa | In casa | In trasferta | In trasferta | In trasferta | In trasferta | In trasferta | In trasferta | Totale | Totale | Totale | Totale | Totale | Totale | DR   |
| Competizione       | Punti | G       | V       | N       | P       | Gf      | Gs      | G            | V            | N            | P            | Gf           | Gs           | G      | V      | N      | P      | Gf     | Gs     | DR   |
| ------------------ | ----- | ------- | ------- | ------- | ------- | ------- | ------- | ------------ | ------------ | ------------ | ------------ | ------------ | ------------ | ------ | ------ | ------ | ------ | ------ | ------ | ---- |
| Serie A            | 37    | 15      | 8       | 5       | 2       | 30      | 16      | 15           | 4            | 8            | 3            | 10           | 7            | 30     | 12     | 13     | 5      | 40     | 23     | + 17 |
| Coppa Italia       | -     | 4       | 4       | 0       | 0       | 12      | 4       | 5            | 2            | 2            | 1            | 4            | 3            | 9      | 6      | 2      | 1      | 16     | 7      | + 9  |
| Coppa dei Campioni | -     | 1       | 1       | 0       | 0       | 1       | 0       | 1            | 0            | 0            | 1            | 0            | 2            | 2      | 1      | 0      | 1      | 1      | 2      | - 1  |
| Totale             | -     | 20      | 13      | 5       | 2       | 43      | 20      | 21           | 6            | 10           | 5            | 14           | 12           | 41     | 19     | 15     | 7      | 57     | 32     | 25   |

### Statistiche dei giocatori
| Giocatore        | Serie A  | Serie A | Serie A     | Serie A    | Coppa Italia | Coppa Italia | Coppa Italia | Coppa Italia | Coppa dei Campioni | Coppa dei Campioni | Coppa dei Campioni | Coppa dei Campioni | Totale   | Totale | Totale      | Totale     |
| Giocatore        | Presenze | Reti    | Ammonizioni | Espulsioni | Presenze     | Reti         | Ammonizioni  | Espulsioni   | Presenze           | Reti               | Ammonizioni        | Espulsioni         | Presenze | Reti   | Ammonizioni | Espulsioni |
| ---------------- | -------- | ------- | ----------- | ---------- | ------------ | ------------ | ------------ | ------------ | ------------------ | ------------------ | ------------------ | ------------------ | -------- | ------ | ----------- | ---------- |
| G. Alessandrelli | 1        | -3      | ?           | ?          | -            | -            | -            | -            | -                  | -                  | -                  | -                  | 1        | -3     | 0+          | 0+         |
| R. Benetti       | 26       | 3       | ?           | ?          | 9            | 1            | ?            | ?            | 2                  | 0                  | ?                  | ?                  | 37       | 4      | ?           | ?          |
| R. Bettega       | 30       | 9       | ?           | ?          | 9            | 2            | ?            | ?            | 2                  | 0                  | ?                  | ?                  | 41       | 11     | ?           | ?          |
| R. Boninsegna    | 8        | 2       | ?           | ?          | 1            | 0            | ?            | ?            | -                  | -                  | -                  | -                  | 9        | 2      | 0+          | 0+         |
| S. Brio          | 8        | 0       | ?           | ?          | 5            | 2            | ?            | ?            | -                  | -                  | -                  | -                  | 13       | 2      | 0+          | 0+         |
| A. Cabrini       | 21       | 2       | ?           | ?          | 9            | 1            | ?            | ?            | 2                  | 0                  | ?                  | ?                  | 32       | 3      | ?           | ?          |
| F. Causio        | 30       | 1       | ?           | ?          | 9            | 3            | ?            | ?            | 2                  | 0                  | ?                  | ?                  | 41       | 4      | ?           | ?          |
| A. Cuccureddu    | 27       | 2       | ?           | ?          | 7            | 1            | ?            | ?            | 2                  | 0                  | ?                  | ?                  | 36       | 3      | ?           | ?          |
| P. Fanna         | 16       | 2       | ?           | ?          | 6            | 0            | ?            | ?            | 2                  | 0                  | ?                  | ?                  | 24       | 2      | ?           | ?          |
| G. Furino        | 22       | 0       | ?           | ?          | 9            | 0            | ?            | ?            | 2                  | 0                  | ?                  | ?                  | 33       | 0      | ?           | ?          |
| C. Gentile       | 30       | 0       | ?           | ?          | 7            | 0            | ?            | ?            | 1                  | 0                  | ?                  | ?                  | 38       | 0      | ?           | ?          |
| F. Morini        | 15       | 0       | ?           | ?          | 5            | 0            | ?            | ?            | 2                  | 0                  | ?                  | ?                  | 22       | 0      | ?           | ?          |
| G. Scirea        | 30       | 2       | ?           | ?          | 9            | 0            | ?            | ?            | 2                  | 0                  | ?                  | ?                  | 41       | 2      | ?           | ?          |
| M. Tardelli      | 29       | 4       | ?           | ?          | 9            | 3            | ?            | ?            | 2                  | 0                  | ?                  | ?                  | 40       | 7      | ?           | ?          |
| V. Verza         | 11       | 5       | ?           | ?          | 3            | 0            | ?            | ?            | -                  | -                  | -                  | -                  | 14       | 5      | 0+          | 0+         |
| P. P. Virdis     | 23       | 6       | ?           | ?          | 7            | 3            | ?            | ?            | 2                  | 1                  | ?                  | ?                  | 32       | 10     | ?           | ?          |
| D. Zoff          | 30       | -20     | ?           | ?          | 9            | -7           | ?            | ?            | 2                  | -2                 | ?                  | ?                  | 41       | -29    | ?           | ?          |